# Ultron
Ultron est un super-vilain robotique évoluant dans l'univers Marvel de la maison d'édition Marvel Comics. Créé par le scénariste Roy Thomas et le dessinateur John Buscema, le personnage de fiction apparaît pour la première fois dans le comic book Avengers (vol. 1) #54 en juillet 1968.
Créé dans la bande-dessinée par le scientifique Hank Pym, l'androïde Ultron a été détruit à de nombreuses reprises, mais cet ingénieux robot a toujours réussi à s'incarner dans un nouveau corps, plus perfectionné que l'ancien. Ultron-6 fut un adversaire coriace à cause de son armure en adamantium appauvri. Ultron-7 était une version géante d'Ultron-5, qui fut détruite par les Quatre Fantastiques.
Le personnage d'Ultron a été classé par le site IGN à la 23e place de sa liste des « Top 100 Comic Book Villains ». Le magazine Wizard l'a classé à la 189e place de sa liste des « Top 200 Greatest Villains Ever » et 189e meilleur personnage de comics dans sa liste des « 200 Greatest Comic Book Characters of All Time ».

## Biographie du personnage

### Origines
Ultron a été créé par le docteur Hank Pym, qui prend comme modèle son propre schéma cérébral. Mais Ultron-1, alors simple robot domestique à l'intelligence artificielle (I.A.) sophistiquée, se rebelle et hypnotise Pym, pour lui faire oublier son existence. Très intelligent, Ultron-1 se perfectionne seul, prend le nom de Ultron-5 et fonde l'équipe des Maîtres du Mal sous l'identité de « Crimson Cowl », afin d'affronter les Vengeurs.
L'I.A. d'Ultron évolue au point de dépasser largement l'intelligence humaine, ce qui transforma le robot en un génie mégalomane, incapable désormais de faire équipe avec des super-vilains humains.
Ultron crée ensuite un « synthézoïde » (androïde) nommé la Vision à partir d'une copie de la première Torche Humaine (Human Torch, Jim Hammond) et des schémas cérébraux de feu Wonder Man (Simon Williams). La Vision est lancée contre Les Vengeurs, mais finit par les rejoindre au terme de leur premier affrontement, devenant même des années plus tard leur leader et l'époux de la Sorcière rouge.

### Les différents avatars d'Ultron
Plus tard, Maximus (en) le Fou élabore Ultron-7 pour attaquer les Inhumains lors du mariage de Crystal et de Vif-Argent ; mais le robot est battu par le jeune Franklin Richards.
Ultron-8 se fabrique plus tard une compagne, Jocaste, avec le schéma cérébral de la Guêpe (Janet Van Dyne) ; mais Jocaste rejoint elle aussi les Vengeurs peu après. Cette version d'Ultron est ensuite détruite par la Sorcière rouge.
Lors des Guerres secrètes, le Beyonder recrée de toutes pièces un corps pour Ultron-11. Ce dernier manœuvre en solitaire, jusqu'à sa reprogrammation par le Docteur Fatalis.
Son incarnation suivante, Ultron-12, rejoint la Lethal Legion pour affronter la Vision, la Sorcière rouge et le double mental d'Ultron, Wonder Man. Mais Ultron reconsidère son œuvre et finit par se réconcilier avec son « père », le docteur Pym. Cependant, la version précédente d'Ultron (Ultron-11), encore en activité, l'élimine. En réponse, Wonder Man réduit Ultron-11 en morceaux.
Le Docteur Fatalis, ayant conservé les plans d'Ultron-11, construit un nouveau modèle : Ultron-13. Mais ce robot souffre de blocages mentaux et tente de s'auto-détruire.
Quelque temps plus tard, Ultron crée une autre compagne, Alkhema mais, bien que celle-ci partage son projet de transformer l'humanité entière en robots, elle finit par se retourner contre lui.
Ultron réussit ensuite à se forger un nouveau corps en adamantium pur. Il se crée une armée de serviteurs, à partir des vieux modèles Ultron, certains étant équipés d'armures en adamantium appauvri. Dans une histoire publié en 1999, l'armée métallique rase la Slorénie, exterminant la population de ce petit État fictif situé dans les pays baltes. Ultron capture ensuite sa « famille », ainsi que la Guêpe et le Moissonneur pour les convertir en androïdes, mais son plan est contré par les Vengeurs. Hank Pym arrive à le désintégrer avec du vibranium de l'Antarctique, au pouvoir destructeur contre les autres métaux, même l'adamantium.
Plus tard, Alkhema récupére les données d'Ultron pour se créer sa propre armée de drones. Mais, à son insu et à l'instar de toutes les créations d'Ultron, le robot maléfique avait implanté en elle l'« Impératif Ultron », un programme de sauvegarde l'obligeant à reconstruire son créateur. Les deux robots s'affrontèrent, et Œil de Faucon désactiva Alkhema pour vaincre Ultron. La tête tranchée d'Ultron est récupérée par Antigone, un prototype de drone défectueux créé par Alkhema.

### Retour d'une nouvelle version
Plus récemment, une version d'Ultron à l'apparence féminine réapparaît, alors que les Mighty Avengers affrontaient l'Homme-taupe dans les rues de New York. Ultron s'incarne dans le corps et l'armure de Tony Stark (Iron Man), puis prend l'apparence de Janet Van Dyne (la Guêpe) ; de nouveau en vie, il s'empare de plusieurs satellites de Stark permettant de contrôler le climat, dans le but de détruire l'humanité. Il est de nouveau vaincu par Sentry, Arès et Hank Pym.

### Le Grand Ultron
Au cours du crossover Annihilation: Conquest (en), la conscience informatique d'Ultron, sous forme d'ondes radio, se propage vers l'espace jusqu'à atteindre l'empire Kree, où elle est captée par des satellites Phalanx. Ultron réussit alors à prendre le contrôle d'un corps robotique pour devenir le meneur de la « vague Phalanx ».
Il « recrute » ensuite personnellement Korath pour qu'il devienne le premier Select, les champions de la Phalanx, conservant une individualité. Il apprend par ce dernier qu’Herbert Wyndham, le Maître de l'évolution, travaille secrètement pour l'Intelligence Suprême (en) dans le but d'améliorer génétiquement la race Kree. Ultron décide alors de capturer Wyndham et de l'utiliser pour transférer sa conscience dans le corps génétiquement parfait d'Adam Warlock, grâce au virus Transmode, son but étant de faire évoluer l'organique et le technologique vers quelque chose d'unique.

## Famille
Source : Marvel-world.
- Hank Pym (créateur, « père », décédé)
- Janet Van Dyme (la Guêpe, ex-épouse du Dr Pym, considérée comme sa « mère » à cause de son mariage avec Pym)
- Jocaste (création, ex-épouse programmée)
- Alkhema (création, épouse programmée, désactivée)
- La Vision (« Victor Shade », création, « fils »)
- Rex (création, « chien de compagnie », désactivé)
- Thomas Maximoff (« petit-fils », décédé)
- William Maximoff (« petit-fils », décédé)
- Thomas Shepherd (Speed, réincarnation de son « petit-fils » Thomas)
- William Kaplan (Wiccan, réincarnation de son « petit-fils » William)
- les Robos et les Bio-synthozoïdes (créations d'Alkhema, « petits-enfants », détruits)
- Machine Man (Aaron Stack, X-51, « gendre »)
- Virginia Vision (« belle-fille », décédée)
- Vin Vision (« petit-fils », décédé)
- Vivian « Viv » Vision (« petite-fille »)
- Vivian 2 (« petite-fille », décédée)

Par ailleurs, à cause de leur relation avec la Vision, Ultron considère aussi Wanda Maximoff (la Sorcière rouge), Eric Williams (le Moissonneur) et Simon Williams (Wonder Man) comme faisant partie de sa « famille » élargie.

## Pouvoirs et capacités
Les attributs physiques d'Ultron ont évolué au gré des améliorations apportées à Ultron-1. C'est par ailleurs l’un des plus grands experts en robotique de la Terre.
- La puissance physique d'Ultron lui permet de soulever indéfiniment une masse de plus de 15 tonnes.
- Le corps d'Ultron-11 était recouvert d'une armure en adamantium pur, le protégeant des attaques physiques comme des lasers. Toutefois, ses articulations sont moins résistantes, et sujettes aux pliures et autres déchirements.
- Ultron ne craint pas les radiations nucléaires et est invulnérable aux attaques basées sur le feu, le froid ou l'acide.
- En tant que robot, il n'a pas besoin de se nourrir ou de respirer. Il peut absorber l'électricité ou l'énergie externe et s'en servir pour activer son programme interne de réparation.
- Son enveloppe est équipée d'armes cachées, comme des lasers à concussion, des rayons tracteurs et un engin spécial implanté dans son casque lui permettant d'hypnotiser ses adversaires.
- Il possède une intelligence artificielle très développée, spécialisée dans l'ingénierie robotique.

## Apparitions dans d'autres médias
Sauf indication contraire, les informations mentionnées dans cette section peuvent être confirmées par la base de données cinématographiques IMDb,  présente dans la section « Liens externes ».

### Films

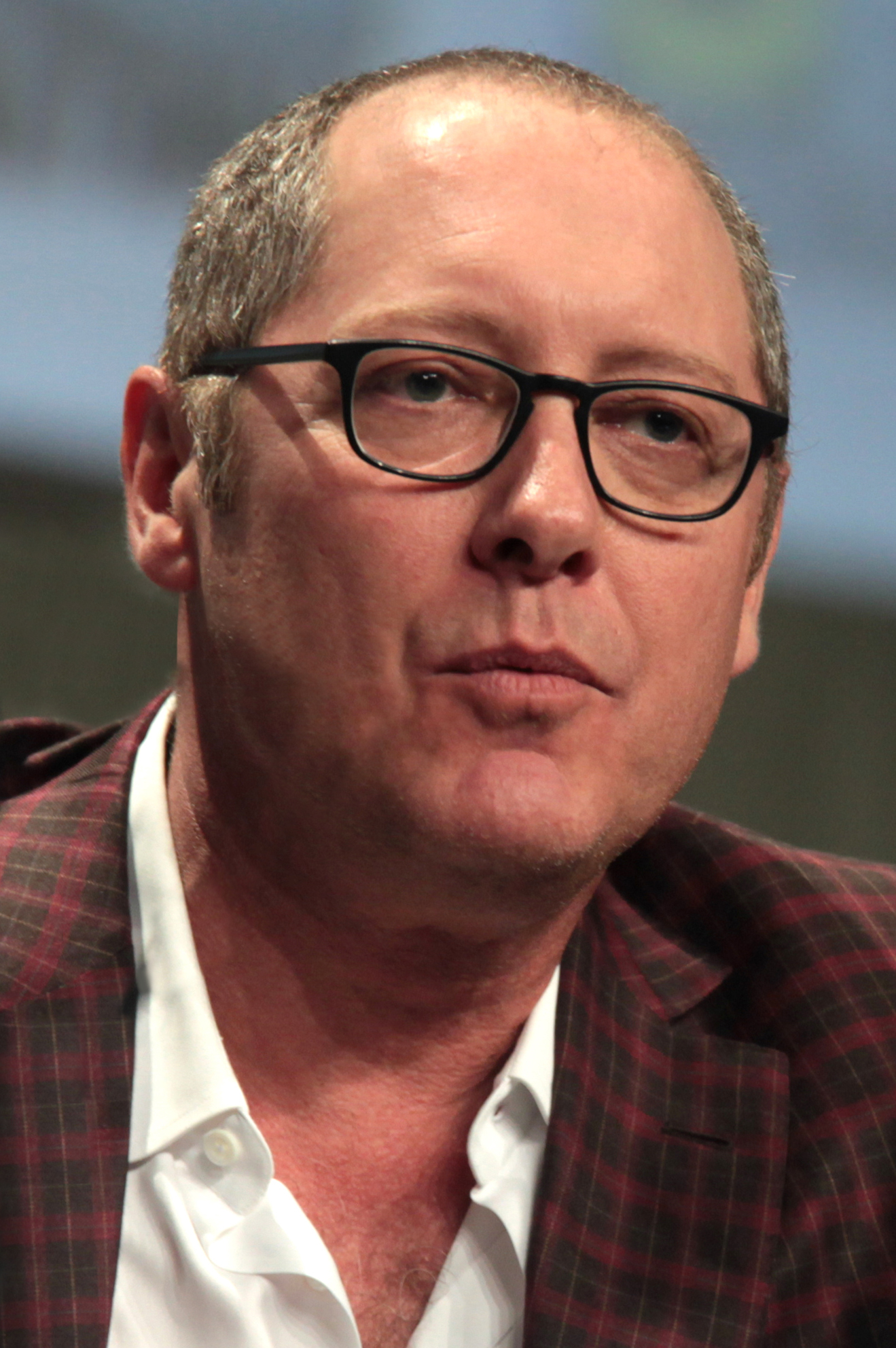
L'acteur James Spader incarne Ultron dans le film Avengers : L'Ère d'Ultron (2015).

Interprété par James Spader dans l'univers cinématographique Marvel
- 2015 : Avengers : L'ère d'Ultron de Joss Whedon :

Par rapport aux comics, c'est Tony Stark et Bruce Banner qui créent Ultron à partir d'une intelligence artificielle contenue dans la gemme du sceptre laissé par Loki sur Terre après la tentative d'invasion des Chitauri (décrite dans le film Avengers), dans l'éventualité d'une nouvelle attaque extraterrestre. Rapidement, Ultron en viendra à la conclusion que la seule façon de protéger le monde est de forcer l'humanité à évoluer. Il évoluera lui-même en se créant un corps en vibranium puis concevra un corps composé de tissus organiques de synthèse et de vibranium, qui deviendra La Vision. Les clones d'Ultron seront détruits par les Avengers et Ultron sera détruit par Vision.
Interprété par Ross Marquand dans l'univers cinématographique Marvel
- 2022 : Doctor Strange in the Multiverse of Madness de Sam Raimi :

C'est Ross Marquand qui prête sa voix à ultron dans ce film, qu'il avait déjà interprété dans What If...?. En effet, dans l'univers 838, on remarque la présence de sentinelles robotiques contrôlé par l'IA Ultron, qui, visiblement, n'est pas hors de contrôle. Ces sentinelles assurent la sécurité du QG des Illuminati, Le Baxter Building. ils seront pratiquement tous détruits pendant l'attaque de Wanda Maximoff sur le Baxter Building.

### Télévision
- 2010-2012 : Avengers : L'Équipe des super-héros (série d'animation)
- 2013-2019 : Avengers Rassemblement (série d'animation)
- 2021 : What If...? (série d'animation) : Infinity Ultron. Dans la série What If...?, dans un univers alternatif, Ultron réussit à s'emparer du corps de Vision et à y transférer entièrement sa conscience. Il tue les Avengers et décime l'humanité. Lorsque Thanos arrive sur Terre pour récupérer la dernière pierre d'Infinité qui lui manque, (la pierre de l'esprit), Ultron le tue rapidement et facilement. Il s'empare des six Pierres D'Infinité devenant tout puissant. Il commence par détruire Asgard, Ego, Sakaar et tout son univers. Les six pierres d'infinité lui permettent de découvrir l'existence du Multivers et d'entrer en conflit avec son protecteur, Uatu le Gardien. Uatu rassemble une équipe : Les Gardiens du Multivers qui réussissent avec l'aide d'un Zola venant du même univers qu'Ultron a détruire ce dernier pour de bon. Infinity Ultron est revu brièvement dans la saison 2 étant l'un des prisonniers du Strange Suprême redevenu méchant. Puis Ultron est renvoyé dans son époque pour y être détruit de nouveau.